# Армор, Дженнер
Дженнер Борн Мод Армор (англ. Jenner Bourne Maude Armour; 1936 — 25 июля 2001) — государственный деятель Доминики, и. о. президента Доминики (1979—1980).

## Биография
В 1958 получил высшее юридическое образование с присуждением степени бакалавра права, в 1959 г. — степень мастера в Лондонском университете.
В 1960 г. начал свою юридическую практику. Более 40 лет работал в Доминике адвокатом. Также сотрудничал с юридическими фирмами в других странах: Сент-Китсе и Невисе, Ангилье, Тринидаде и Тобаго.
В 1979 г., после отставки Фреда Дегазона, был назначен исполняющим обязанности президента Доминики. Впоследствии входил министр в состав правительства во главе с Мэри Юджинии Чарлз. 
В 1985 г. был избран вице-спикером парламента Доминика. В 1990—1995 гг. — член парламента и генеральный прокурор Доминики.